# Jarménil
Jarménil ist eine französische Gemeinde mit 437 Einwohnern (Stand 1. Januar 2022) im Département Vosges in der Region Grand Est. Sie gehört zum Arrondissement Épinal und zum Gemeindeverband Agglomération d’Épinal.

## Geografie
Die Gemeinde Jarménil zwischen den Städten Épinal und Remiremont im Südosten Lothringens liegt an der Mündung der am Vogesenkamm entspringenden, 50 Kilometer langen Vologne in die Mosel.
Das Gemeindegebiet von Jarménil erstreckt sich vom rechten Ufer der oberen Mosel, die auch die südwestliche Gemeindegrenze bildet, über beide Seiten des unteren Volognetales bis auf die 300 Meter über dem Moseltal gelegenen Höhen östlich des Kernortes. Sie gehören zu den westlichsten Ausläufern der Vogesen und sind fast vollständig von Wald bedeckt (Les Grandes Hayes).
Das Siedlungsgebiet beschränkt sich auf die Tallagen an Mosel und Vologne. Hier finden sich auch in bescheidenem Maße Acker- und Wiesenflächen. 80 % des Gemeindegebietes bestehen aus Wäldern.
Nachbargemeinden von Jarménil sind Cheniménil im Nordosten, Xamontarupt im Osten, Éloyes im Südosten, Pouxeux im Süden und Westen sowie Archettes im Nordwesten.

## Geschichte
Vor der Französischen Revolution gehörte Jarménil zum Bann von Arches und war lange im Besitz der Äbtissinnen des Chapitre de Remiremont. Von 1790 bis 1801 war der Ort Teil des Kantons Éloyes.
Jarménil hat keine Kirche. Die Seelsorge übernimmt die Kirche Saints-Gorgon-et-Nabor im benachbarten Pouxeux.

### Bevölkerungsentwicklung
| Jahr      | 1962 | 1968 | 1975 | 1982 | 1990 | 1999 | 2006 | 2012 | 2021 |
| --------- | ---- | ---- | ---- | ---- | ---- | ---- | ---- | ---- | ---- |
| Einwohner | 356  | 362  | 353  | 355  | 342  | 423  | 425  | 439  | 459  |

Die Ausweisung eines Baugebietes in den 1990er Jahren zog insbesondere junge Familien aus den Städten der näheren Umgebung in die Gemeinde, sodass sich die Einwohnerzahl um 20 % gegenüber dem langjährigen Mittel erhöhte. Im Jahr 1876 wurde mit 623 Bewohnern die bisher höchste Einwohnerzahl ermittelt. Die Zahlen basieren auf den Daten von cassini.ehess und INSEE.

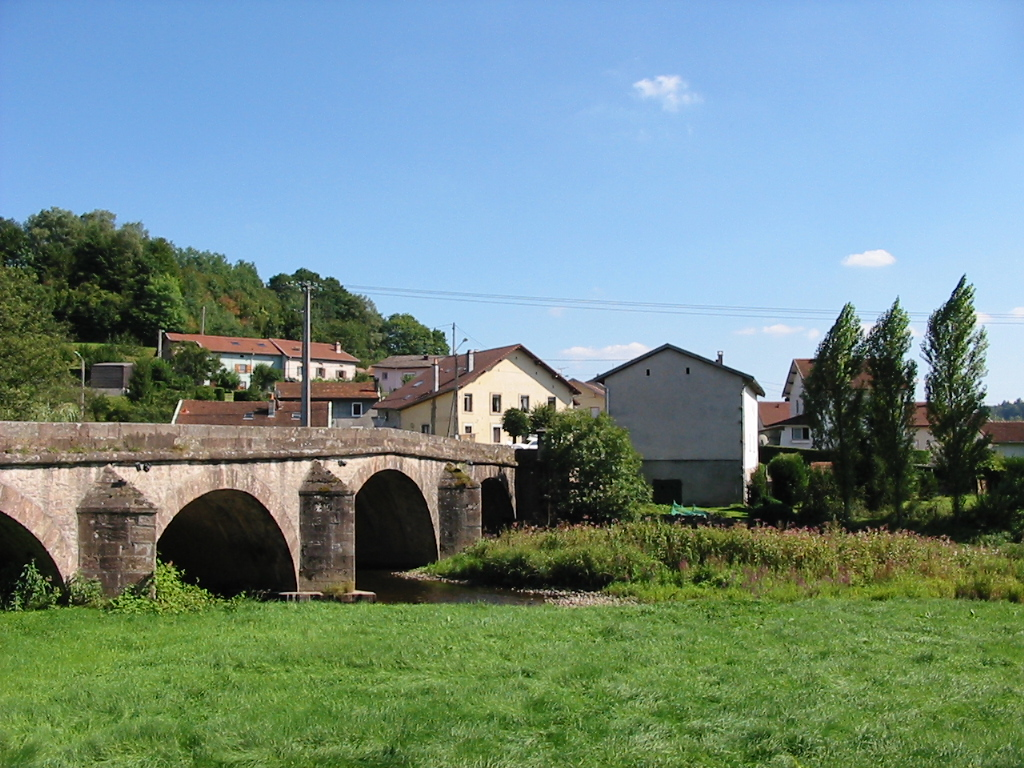
Brücke über die Vologne in Jarménil
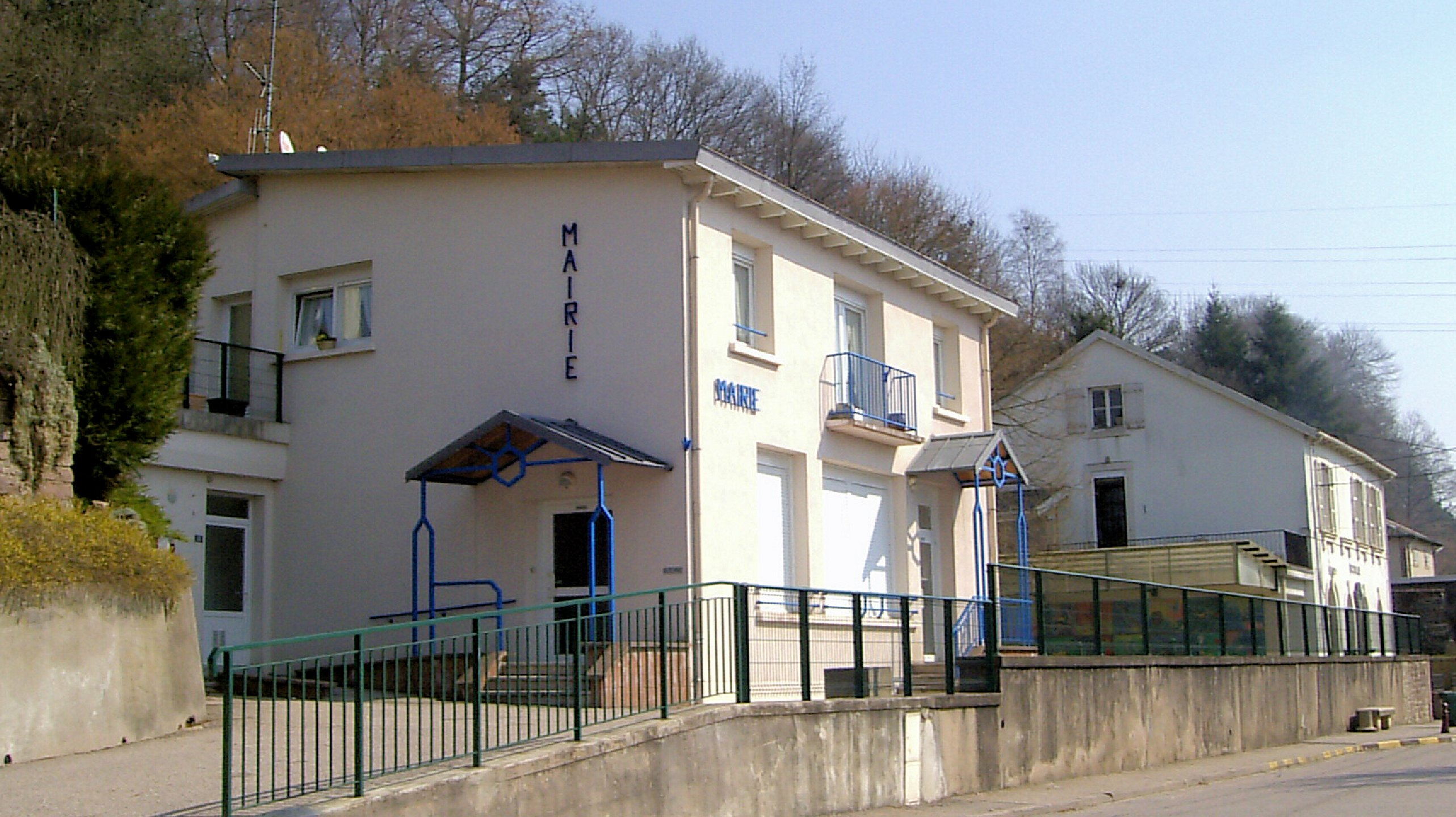
Gemeindeverwaltung und Schule in Jarménil

## Wirtschaft und Infrastruktur
Land- und Forstwirtschaft spielen wie in den anderen Gemeinden zwischen Épinal und Remiremont heute nur noch eine untergeordnete Rolle. In der Gemeinde sind vier Viehzuchtbetriebe ansässig.  Neben einem kleinen Sägewerk haben sich kleinere Handwerks- und Handelsbetriebe in Jarménil angesiedelt. Die meisten Erwerbstätigen jedoch pendeln in die zahlreichen Gewerbegebiete der Nachbargemeinden im Moseltal.
Durch Jarménil führt parallel zur Mosel die Fernstraße D 42 von Épinal nach Éloyes sowie die D 159bis von Pouxeux durch das Volognetal nach Cheniménil. Die Bahnstrecke Arches–Saint-Dié durchquert ebenfalls das Gebiet der Gemeinde, es besteht aber keine Zusteigemöglichkeit. Nächster Haltepunkt ist Pouxeux an der dem Moseltal folgenden Bahnstrecke Épinal–Bussang, die ebenfalls vom Unternehmen TER Grand Est betrieben wird.